# Growing Up Live
Growing Up Live ist das vierte Live- und das neunzehnte Album insgesamt des englischen Singer-Songwriters und Rock-Musikers Peter Gabriel und wurde am 8. Februar 2019 von Real World Records veröffentlicht.

## Veröffentlichung

### Audioalbum
Das Album erschien am 8. Februar 2019 bei Musik-Streaming-Plattformen und auf Vinyl als 3LP-Version, jedoch nicht als CD. Die Aufnahmen sind bei zwei Live-Konzerten von Gabriels siebtes Studioalbum Up begleitenden Growing Up Tour 2003 in Mailand entstanden.

### Videoalbum
Das Album wurde zuerst als Konzertfilm von Hamish Hamilton und Peter Gabriel veröffentlicht.

## Hintergrund
Peter Gabriel verbrachte einen Teil der Jahre 2002–2003 auf Tourneen, um sein Album Up zu unterstützen. Die Tournee, die den Namen Growing Up trug, beinhaltete Konzerte in 32 Städten in Nordamerika und in Europa. Das Konzertvideo und das Live-Album wurden bei Auftritten an zwei Abenden im Fila Forum in Mailand am 8. und 9. Mai 2003 aufgenommen. Zu den Gästen der Show, die persönlich bei den Konzerten auftraten, gehörten The Blind Boys of Alabama,Toir Kuziyev und Sevara Nazarxon. Weiterhin sind die Stimmen von Dr. Hukwe Zawose, Charles Zawose und Nusrat Fateh Ali Khan zu hören.

## Titelliste
Alle Lieder wurden von Peter Gabriel geschrieben.
1. Here Comes the Flood – 4:32
2. Darkness – 6:54
3. Red Rain – 6:07
4. Secret World – 8:43
5. Sky Blue – 8:11
6. Downside-Up – 6:05
7. The Barry Williams Show – 7:37
8. More Than This – 7:14
9. Mercy Street – 7:44
10. Digging in the Dirt – 6:13
11. Growing Up – 7:54
12. Animal Nation – 15:49
13. Solsbury Hill – 4:41
14. Sledgehammer – 6:13
15. Signal to Noise – 8:01
16. In Your Eyes – 10:52
17. Father, Son – 5:27

## Mitwirkende
- The Blind Boys of Alabama – zusätzlicher Begleitgesang bei Sky Blue
- Richard Evans – E-Gitarren, Mandoline, Whistles, Begleitgesang
- Melanie Gabriel – Haupt- und Begleitgesang
- Peter Gabriel – Hauptgesang, Keyboards
- Toir Kuziyev – Dotar (langhalsige Oud) bei In Your Eyes
- Tony Levin – Bassgitarre, elektrischer Kontrabass, Begleitgesang
- Ged Lynch – Schlagzeug, Perkussion
- Sevara Nazarxon – zusätzlicher Begleitgesang bei In Your Eyes
- Rachel Z – Keyboards, Begleitgesang
- David Rhodes – E-Gitarren, Begleitgesang

## Chartplatzierungen
| ChartsChartplatzierungen | Höchstplatzierung | Wochen |
| ------------------------ | ----------------- | ------ |
| Deutschland (GfK)        | 68 (1 Wo.)        | 1      |